# Leo Wallner

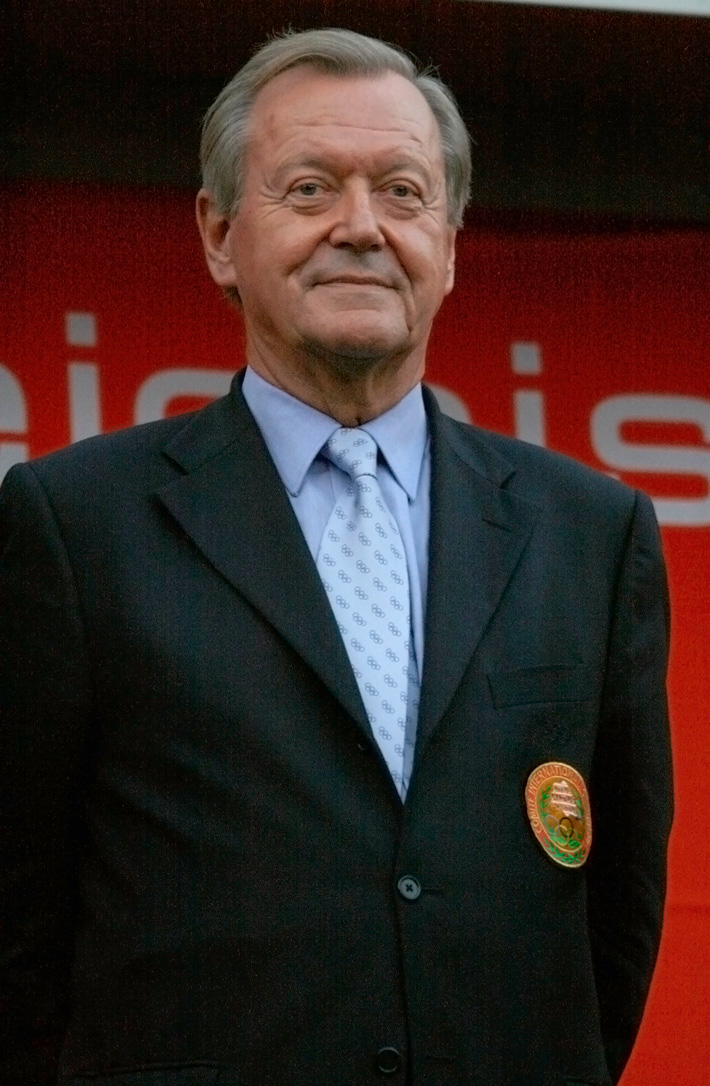
Leo Wallner (Wien 2008)

Leopold Wallner (* 4. November 1935 in Amstetten, Niederösterreich; † 29. Juli 2015 in Wien) war ein österreichischer Manager und Sportfunktionär.

## Leben
Der Sohn einer Holzhändlerfamilie studierte in Wien an der Hochschule für Welthandel Wirtschaftswissenschaften und wurde 1957 für drei Jahre Vorsitzender der Österreichischen Hochschülerschaft an der Hochschule. 1958 erwarb er sein Diplom, die Promotion folgte 1961. Wallner war Mitglied der katholischen Mittelschulverbindung Ostarrichia Amstetten im MKV sowie der katholischen Studentenverbindung Danubia Wien im ÖCV.
Im Jahr 1964 wurde er zum wirtschaftspolitischen Berater des damaligen Bundeskanzlers Josef Klaus ernannt. Vier Jahre später (1968) übernahm er als Generaldirektor die Casinos Austria AG und baute diese zu einem der größten Unternehmen dieser Branche weltweit aus. Im Mai 2007 ging er als Generaldirektor in Pension, blieb aber als Vizepräsident im Aufsichtsrat dem Unternehmen erhalten. Sein Nachfolger als Generaldirektor wurde Karl Stoss.
Am 26. November 1990 wurde er als einziger Kandidat einstimmig für die am 12. Dezember 1990 stattfindende Wahl als Präsident des Österreichischen Olympischen Comités nominiert und war seit 1998 auch Mitglied des Internationalen Olympischen Comités (IOC). Am 4. September 2009 kündigte er seinen Rücktritt als Präsident des ÖOC an, Hintergrund sind ungeklärte Geldflüsse im Zusammenhang mit der gescheiterten Olympiabewerbung Salzburgs. Im Dezember 2014 wurde er zum IOC-Ehrenmitglied gewählt und mit dem Olympischen Orden ausgezeichnet. Leo Wallner wurde am 4. September 2015 auf dem Sieveringer Friedhof (Abteilung 1, Gruppe 13, Nummer 5) im Grab seiner Ehefrau beerdigt.
In erster Ehe war er mit der Medizinerin Christine Wallner verheiratet, mit der er zwei Kinder hatte. Später war er mit der Kammersängerin Elisabeth Kales-Wallner verheiratet, die 2005 an Krebs verstarb.

## Ehrungen und Auszeichnungen
Er war seit 1983 Ehrenbürger der Marktgemeinde Velden am Wörther See. 1998 wurde er von der Wirtschaftsuniversität Wien zum WU-Manager des Jahres gewählt. Am 21. März 2006 wurde ihm die Würde eines Ehrensenators der Wirtschaftsuniversität Wien (WU) verliehen.
2007 erhielt er das Große Silberne Ehrenzeichen mit dem Stern für Verdienste um die Republik Österreich.